# Alderiques d'Asturies
Alderiques d'Asturies és una plataforma digital nascuda el gener del 2014 que fa programes de televisió i ràdio en llengua asturiana.
El projecte va ser impulsat inicialment per Iniciativa pol Asturianu i els mitjans Infoasturies i Conocer Asturias i presentat com una tertúlia sobre diverses qüestions difosa a Youtube amb l'objectiu d'impulsar la presència de la llengua asturiana en l'àmbit de la televisió.
El 2016 el programa va començar a emetre's a través del canal Muy Muy de la TDT per una part d'Astúries i de la plataforma Telecable per tot Astúries. A més de l'espai de debat que començava amb una entrevista a un convidat es va incorporar un espai de reportatges. El programa s'emetia setmanalment. El 2018 el programa seguia el mateix format.
Empresaris, polítics, fiscals, jutges, bisbes o científics han passat pel programa en unes converses que s'han recollit en dos llibres.